# Иван Грубанов
Иван Грубанов (Београд, 9. март 1976) je српски сликар.

## Биографија
Рођен је 9. марта 1976. у Београду. Завршио је основне и мастер студије сликарства на Факултету ликовних уметности Универзитета уметности у Београду 2001, специјализацију 2004. на Rijaksakademie van beeldende kunsten у Амстердаму, једногодишњи програм Dafina Studios у Лондону 2006. и докторске студије на Католичком универзитету у Левену 2016. године. Добитник је стипендије француског института Casa de Velazquez у Мадриду2008. Радио је као гостујући предавач на Hochschüle für bildende kunst у Брауншвајгу 2013. и као ванредни професор на Факултету примењених уметности Универзитета уметности у Београду од 2015. године. Самостално је излагао у Павиљону Републике Србије на 56. Бијеналу у Венецији, Loock Galerie у Берлину, Музеју савремене уметности MUSAC у Леону, Центру за савремену уметност Le Grand Cafe у Сен Назеру, Националном музеју савремене уметности у Атини, галерији Културног центра Београда, салону Музеја савремене уметности у Београду и Центру за савремену уметност Stroom у Хагу. Радови му се налазе у колекцији Националног музеја савремене уметности у Атини, Музеја савремене уметности у Београду, Музеја уметности у Берну, Deutsche Bank колекцији у Франкфурту и многим другим.